# Polyrhiza vesiculosa
Polyrhiza vesiculosa is een schijfkwal uit de familie Cepheidae. De kwal komt uit het geslacht Polyrhiza. Polyrhiza vesiculosa werd in 1835 voor het eerst wetenschappelijk beschreven door Ehrenberg. 